# Przemysław Turek
Przemysław Wacław Turek (ur. 1960) – polski językoznawca, arabista i polonista.

## Życiorys
Absolwent Uniwersytetu Jagiellońskiego: mgr filologii polskiej (1985) i mgr filologii orientalnej – arabistyka (1990). Doktorat w 2000 r. na podstawie rozprawy doktorskiej pod tytułem „Kontakty językowe polsko-arabskie w historii języka polskiego i we współczesnej polszczyźnie”. Habilitacja w 2011 r. na podstawie pracy „Od Gilgamesza do kasydy. Poezja semicka w oryginale i w przekładzie”.
Pracownik naukowy Instytutu Bliskiego i Dalekiego Wschodu Uniwersytetu Jagiellońskiego (jednostki Wydziału Studiów Międzynarodowych i Politycznych UJ) od III 2013 roku, współpracownik Instytutu od 2002 roku. Pracownik naukowy Centrum Języka i Kultury Polskiej w Świecie UJ (Wydział Polonistyki Uniwersytetu Jagiellońskiego) w latach 1990–2013 (współpracownik tejże jednostki od III 2013). Od IV 2016 do stycznia 2023 kierownik Zakładu Izraela i Lewantu w Instytucie Bliskiego i Dalekiego Wschodu Uniwersytetu Jagiellońskiego. Od lutego 2023 roku kierownik Katedry Afryki Północnej i Subsaharyjskiej w Instytucie Bliskiego i Dalekiego Wschodu Uniwersytetu Jagiellońskiego. Od V 2019 profesor nadzwyczajny w Uniwersytecie Jagiellońskim.
Członek Stowarzyszenia „Bristol” Polskich i Zagranicznych Nauczycieli Kultury Polskiej i Języka Polskiego jako Obcego od 2003. W latach 2005–2007 sekretarz Państwowej Komisji Poświadczania Znajomości Języka Polskiego jako Obcego. Członek Polskiego Towarzystwa Orientalistycznego. Od 2012 członek Rady Redakcyjnej „Rocznika Orientalistycznego”. Od 2014 członek zwyczajny Amerykańskiego Towarzystwa Orientalistycznego (American Oriental Society). Od 2014 członek International Association of Maltese Linguistics. Od 2017 członek European Association of Israeli Studies. Od 2017 członek Royal Asiatic Society |. Od 2018 członek European Association of Biblical Studies.
W latach 1985–1986 stypendysta rządu polskiego w Arabic Teaching Institute for Foreigners w Damaszku (Syria). W latach 1988–1989 tłumacz języka arabskiego w Polimex Cekop Ltd w Libii. W latach 1996–1997 wykładowca języka i kultury polskiej na Uniwersytecie Stanforda (Stanford, USA), a w latach 1997–1998 na Uniwersytecie Rutgersa w Nowym Brunszwiku (USA). Specjalizuje się w tematyce bliskowschodniej (stosunki arabsko-izraelskie, mniejszości religijne i etniczne, blogosfera w świecie arabskim, Orient muzułmański w kulturze europejskiej, Żydzi i muzułmanie), językoznawstwie semickim, kwestiach afrykańskich (kulturze berbebrskiej, języku suahili),  zagadnieniach przekładu poezji semickiej, języku polskim jako obcym, etymologii (zapożyczeniach, onomastyce), gramatyce kontrastywnej polsko-słowiańskiej i indoeuropejskiej.

## Odznaczenia
- Srebrny Krzyż Zasługi (2003)[5]
- Medal „Niezłomnym w słowie” (2011)
- Srebrny Medal za Długoletnią Służbę (2017)[6]

## Publikacje
Autor lub współautor 6 pozycji książkowych oraz ok. 40 publikacji naukowych.
Książki
- Jarosław Czerwieński [Wacław Przemysław Turek], Wincenty Zatorski [Adam Roliński], Byleś Polsko wolną była... Zbiór pieśni i piosenek polskich z melodiami śpiewanych od czasów najdawniejszych po lata ostatnie do użytku domowego podanych,komentarzami historycznymi opatrzonych przez Jarosława Czerwieńskiego i Wincentego Zatorskiego. Wydanie nowe, uzupełnione i opatrzone przypisami źródłowymi – ukazuje się w 70.rocznicę odrodzenia niepodległego Państwa Polskiego, Kraków 1988 [drugi obieg wydawniczy].
- Słownik zapożyczeń pochodzenia arabskiego w polszczyźnie, Universitas, Kraków 2001
- Od Gilgamesza do kasydy. Poezja semicka w oryginale i w przekładzie, Księgarnia Akademicka, Kraków 2010
- Programy nauczania języka polskiego jako obcego. Poziomy A1 – C2. Praca zbiorowa pod redakcją Iwony Janowskiej, Ewy Lipińskiej, Agnieszki Rabiej, Anny Seretny, Przemysława Turka, Biblioteka „LingVariów”. Seria: Podręczniki. T. 1, Księgarnia Akademicka, Kraków 2011
- Orientalia w “Zbiorze potrzebniejszych wiadomości porządkiem alfabetu ułożonych” Ignacego Krasickiego. Opracował zespół pod redakcją Pawła Siwca [Renata Czekalska, Julia Krajcarz, Anna Krasnowolska, Agnieszka Kuczkiewicz-Fraś, Halina Marlewicz, Ewa Siemieniec-Gołaś, Paweł Siwiec, Przemysław Turek], Orientalia Polonica 1, Księgarnia Akademicka, Kraków 2015
- Literatura Orientu w piśmiennictwie polskim XIX wieku. Część I.. Opracował zespół pod redakcją Pawła Siwca [Sylwia Filipowska, Paweł Siwiec, Przemysław Turek], Orientalia Polonica 5, Księgarnia Akademicka, Kraków 2016